# Melyou Akré Loba Diby
Melyou Akré Loba Diby est une réalisatrice, scénariste et productrice ivoirienne.

## Biographie
Melyou Akré Loba Diby est une réalisatrice, scénariste et productrice ivoirienne, née en 1979,. Formée en communication à Nantes et diplômée de l' Institut National de l'Audiovisuel (INA) à paris, mère de trois enfants, elle est une femme hyper active qui a pour ambition de créer et de faire vivre un cinéma différent.

## Carrière
Elle fait son entrée remarquée et reconnue dans le cinéma professionnel lors de la série Blog (2017-2018), primée au FESPACO 2019,. Diffusée à partir de 2017 et coproduite par RTI Distribution et TV5Monde, cette œuvre marque un tournant dans sa carrière, elle fait aussi son apparition dans le casting principal de la série l'invité diffusé le 06 mars 2019. Elle fonde ensuite sa structure de production Mel you Studioz à Abidjan, et réalise par la suite le film soirée de wow en 2022,.

## Filmographie

### Réalisatrice, Scénariste et production

#### Série télévisée
- 2017 : Blog

### Réalisatrice

#### Long métrage
- 2022 : Soirée de wow

## Distinction

### Récompenses
- FESPACO 2019⁣ : 2e prix séries télévisions africaines